# Urdorf
Urdorf is een gemeente en plaats in het Zwitserse kanton Zürich, en maakt deel uit van het district Dietikon.
Urdorf telt 9118 inwoners.